# Margie Evans
Margie Evans, geboren als Marjorie Ann Johnson (Shreveport, 17 juli 1940), is een Amerikaanse blues- en gospelzangeres.

## Carrière
Margie Evans is afkomstig uit de zuidelijke staten. In 1957 trouwde ze met de predikant Jim Evans en verhuisde naar Los Angeles. In de jaren 1960 zong ze vooral gospel- en kerkmuziek, totdat ze werd voorgesteld aan de bandleader Johnny Otis. Deze liet haar de bluesklassieker Goin' Down Slow voorzingen en verplichtte haar als blueszangeres voor zijn band. Vier jaar lang tot aan het begin van de jaren 1970 duurde de samenwerking. Daarna maakte ze ook haar eigen opnamen en werkte samen met Willie Dixon en Monk Higgins. Met de opname van zijn song had ze in 1973 een kleine hit in de r&b-hitlijst (55e plaats). Vier jaar later kwam ze met Good Thing Queen Part 1 weer eens in de r&b-hitlijst (47e plaats). Bovendien werkte ze samen met bekende muzikanten als Donald Byrd bij diens album Stepping Into Tomorrow, Roy Brown en Big Joe Turner.
In 1975 trad ze op bij de Berliner Jazztage en leerde daar Horst Lippmann kennen. Met hem nam ze aan het begin van de jaren 1980 haar eerste albums op. Bovendien toerde ze driemaal in het kader van het American Folk Blues Festival door Europa. In 1983 ontving ze van de Blues Foundation de Keepin' the Blues Alive Award voor de cultivatie van de bluestraditie. In de daarop volgende jaren zette ze zich zelf in voor de promotie van de muziek en was onder andere medeoprichter van de Blues Society of Southern California. In de jaren 1980 en 1990 trad ze verder als zangeres in Noord-Amerika en Europa op. Daarbij speelde ze echter ook kleinere film- en tv-rollen om te voorzien in haar levensonderhoud.
In de late jaren 1980 leerde ze de Zwitserse bluesmuzikant Philipp Fankhauser kennen. Toen deze in 1989 zijn debuutalbum Blues for the Lady opnam, werkte ze mee als gastzangeres. De relatie bleef over de jaren bestaan en op 75-jarige leeftijd gaf ze samen met hem drie concerten in de Mühle Hunziken in Rubigen bij Bern. Fragmenten daaruit werden in in daarop volgende jaar op cd gepubliceerd en bereikten in de Zwitserse hitparade een 4e plaats.

## Discografie

### Singles
- 1973: Good Feeling
- 1974: Waterfalls
- 1977: Good Thing Queen Part 1
- 1977: I’m on My Way
- 1979: You Are to Me

### Albums
- 1982: Mistreated Woman
- 1983: Another Blues Day
- 1990: Too Late Rising Sun
- 1996: Blues Classics
- 1996: Drowning in the Sea of Love
- 2016: Unplugged – Live at Mühle Hunziken (Philipp Fankhauser & Margie Evans, 2016)

- Bibliothèque nationale de France: cb13974545w (data)
- Gemeinsame Normdatei: 134369238
- International Standard Name Identifier: 0000 0001 1875 9750
- Library of Congress Control Number: n87801601
- MusicBrainz: 26ba3223-52e9-483c-bece-7372a5ca2faf
- Virtual International Authority File: 50741124
- WorldCat: E39PBJpv7pFBdXgmJwWkJK6qcP